# Klesmer

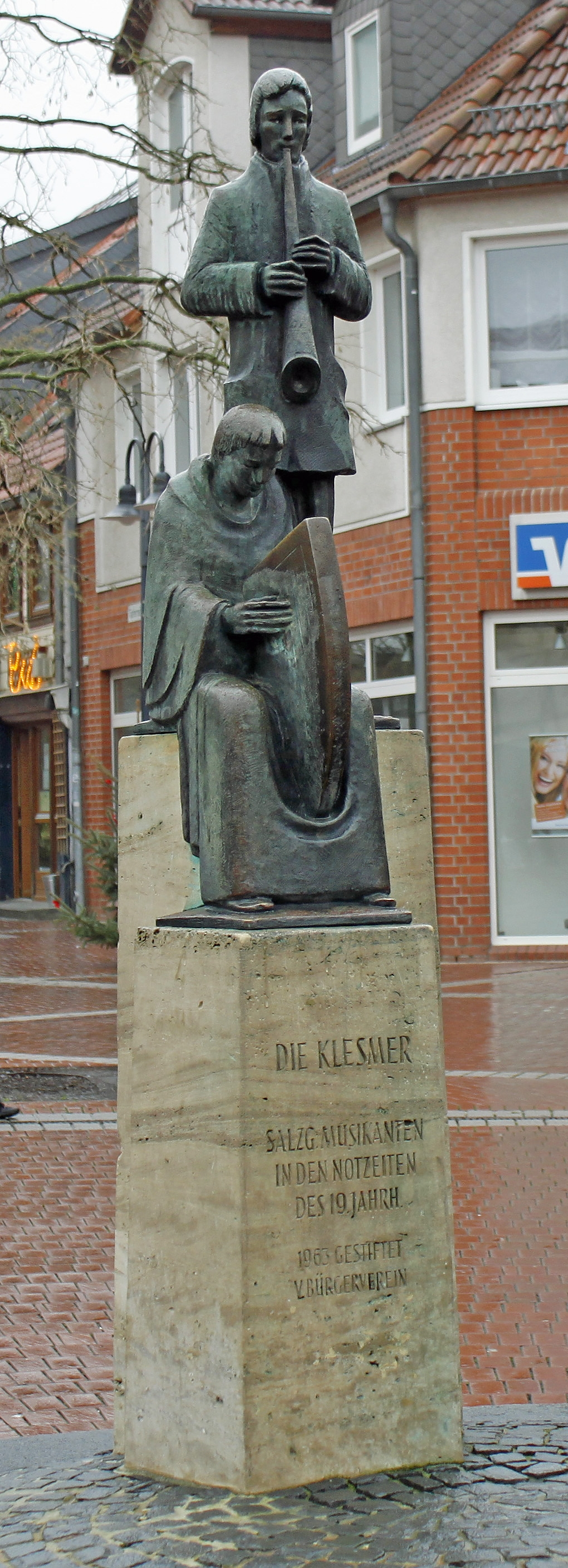
Klesmer-Denkmal in Salzgitter-Bad

Die Klesmer waren Erwerbslose aus Salzgitter, die vorwiegend im 19. Jahrhundert von Salzgitter aus die ganze Welt als Wandermusikanten bereisten, um sich durch das Musizieren Geld zum Überleben zu verdienen. Sie sind von den ursprünglich osteuropäischen, jüdischen Klezmer-Musikern abzugrenzen, deren Bezeichnung wohl im 19. Jahrhundert übernommen wurde.

## Zeitliche Zusammenhänge

### Ausgangssituation
Salzgitter entstand zu Anfang des 14. Jahrhunderts um Solequellen an der Grenze der Gemarkungen der damaligen Dörfer Vepstedt, Gitter und Kniestedt. Seinen Namen erhielt die Siedlung vom benachbarten Dorf und heutigen Stadtteil Gitter (erste Nennung 1347 als „up dem solte to Gytere“). Nach 200 Jahren der Salzgewinnung in der Saline Salzliebenhalle erhielten die Bauern auf dem Gebiet des heutigen Salzgitter(-Bad) um 1350 das Stadtrecht. Im 15. und 16. Jahrhundert stand Salzgitter auf der Höhe seiner Entwicklung: Es besaß Stadtrechte, übte eigene Gerichtsbarkeit aus und zog aus Salzkoten und Salzhandel beträchtlichen Gewinn.

### Veränderung der wirtschaftlichen Lage
Nach der Hildesheimer Stiftsfehde (1519–1523) und dem beendenden Quedlinburger Rezess (Mai 1523) kam die Stadt Salzgitter zum Fürstentum Braunschweig-Wolfenbüttel. Herzog Heinrich II. (der Jüngere) (dieser baute u. a. Schloss Wolfenbüttel aus) nahm Salzgitter die Stadtrechte und enteignete die Bevölkerung. Es kam zur völligen Verarmung der Stadt. Durch den Hildesheimer Hauptrezess (1643) kam Salzgitter zurück zum Hochstift Hildesheim, aber die Saline blieb Privateigentum der welfischen Herzöge. Die ehemaligen Salzarbeiter betätigten sich in den Gilden (Zünften) als Leineweber, Töpfer, Schneider und Schuhmacher. Ende des 18. Jahrhunderts standen die Stadt Salzgitter und das Hochstift Hildesheim vor dem Ruin, die Töpferei kam völlig zum Erliegen: Die Leute gingen betteln. Nach 1780 begann die Entwicklung des „Klesmertums“.

### Entstehung des Klesmertums
Wandernde Musiker gab es grundsätzlich schon lange vorher. Die Entstehung des Klesmertums wurde vermutlich aus dem Bereich der Sudetendeutschen und Böhmen angeregt. Mehrere Gründe dürften einen wichtigen Beitrag geleistet haben:
- Nach der Französischen Revolution (1789) kam als „Angstreaktion“ eine gewisse Vergnügungssucht in Mitteleuropa auf. (Bis 1813 gibt es eine Zunahme der Anzahl der Gaststätten in Nord- und Mitteldeutschland um bis zu 800 %.) Die Musik war ein wichtiger Teil des „Vergnügens“.
- Die Aufhebung der Gilden (1809) sorgt für Gewerbefreiheit, daher lassen sich Handwerksgesellen als Gewerbetreibende in Dörfern nieder.
- Wirtschaftskrisen und Missernten (z. B. im Hungerjahr 1816) erforderten einen Zusatzerwerb.
- Die Erweckung der Freude an der Laienmusik (seit 1791 Gründung bürgerlicher Männergesangvereine) führt auch zur Freude am instrumentalen Musizieren. Auch benötigen die Gesangvereine zum Teil Unterstützung durch Instrumentalisten.

Erste fahrende Musikanten gab es nach 1780; im Jahr 1800 gab es 16 Musikanten in Salzgitter (das entspricht 8 % der Berufstätigen bei 1496 Einwohnern). Ab 1801 führte der Preisverfall in der Landwirtschaft zu Notlagen. Während der französischen Besatzung werden Handwerker vermehrt zu Musikern. Auf den Zusammenbruch Preußens im Krieg gegen Napoleon (1807) folgten schließlich die Stein- und Hardenbergschen Reformen. Mit diesen kam es 1810 zur Beseitigung des Zunftmonopols und der Einführung der Gewerbefreiheit; dies bedeutete den wirtschaftlichen Ruin vieler Handwerksmeister. Für diese bot sich einfach die Möglichkeit der Betätigung als Musikant: Das Klesmer-Musikantentum entsteht. Die Einnahmen der Musikanten in der Zeit der Besetzung Deutschlands durch Truppen Napoleons waren sehr gut, nur wenige Leute zahlten mehr Steuern. Die guten Verdienstmöglichkeiten waren anziehend für Arbeitslose und Teilbeschäftigte.

### Entwicklung im 19. Jahrhundert
1812 waren 41 Musiker registriert. Aus dieser Zeit stammen zudem die ersten Nachweise von Salzgitter-Musikern im Ausland (Russland, Skandinavien, England, Nordamerika, Mexiko). 1815 brach der indonesische Vulkan Tambora aus und bewirkte eine weltweite Klimaveränderung mit vielen Unwettern. Im „Jahr ohne Sommer“ (1816) kam es zu Missernten und der schlimmsten Hungersnot des 19. Jahrhunderts. Von April bis August 1842 fiel kein Regen, und demzufolge fiel auch die Ernte aus. In dieser Zeit verlassen über 41 Kapellen Salzgitter und fahren (zum Teil) in außereuropäische Länder. Im Jahr 1845 sind 480 Bürger Salzgitters steuerpflichtig, darunter sind 74 Kapellenführer. Tüchtige Musiker verdienen so viel wie der Bürgermeister. Ein starker Anstieg des salzgitterschen Wandermusikantentums ist 1847/48, weil 1847 in Mitteleuropa das Hauptnahrungsmittel Kartoffel durch Fäule verdirbt. Während der Zeit der großen Auswanderungswellen im 19. Jahrhundert betätigten sich die Salzgitter-Musiker auch als Helfer für Auswanderungswillige: Sie erfassten und belehrten diese, besorgten Schiffskarten, suchten günstige Transportmöglichkeiten und Reisewege, begleiteten die Auswanderer in die Häfen, betreuten diese auf den Schiffen und in der neuen Heimat oder begleiteten inzwischen verwaiste Kinder bzw. verwitwete Frauen zurück. Um 1870 erreichte das in Deutschland tätige salzgittersche Wandermusikantentum seinen Höhepunkt; etwa zehn Jahre später lag der Höhepunkt der im Ausland tätigen Klesmer.

## Das Leben der Klesmer
Der Winter wurde in Salzgitter im eigenen Haus oder einer Mietwohnung verbracht. Es war Zeit zum Üben, auch wurde zum Teil dem Alkohol stark zugesprochen. Es fand kleinbürgerliches Leben statt: Alte Leute erzählten sich gegenseitig etwas, das Jungvolk tanzte (das war beim eigenen Musizieren verboten!), z. B. im Rahmen eines Musikantenballs, es wurden Spiele gespielt und Lieder gesungen. Im Sommer gingen überwiegend Männer auf Musikreise. Wenn sie nicht weit entfernt waren, kamen sie manchmal für einige Tage nach Salzgitter, um Kleidung reparieren zu lassen oder Behördengänge zu erledigen. Die häusliche Arbeit und die Kinderbetreuung übernahmen die Frauen. Ende des 19. Jahrhunderts hatten diese Nebenverdienste in der Spinnerei, der Weberei oder als Beerensammlerinnen. Waren die Männer nicht auf Reisen, dann betrieben sie teilweise Handel oder arbeiteten in ihrem alten Beruf (als Fleischer, Bäcker, Schmied usw.). Alte Musiker verdienten Geld durch den kostenpflichtigen Verleih (z. B. von Noten), die Grundausbildung des Nachwuchses, Auswandererbetreuung oder das Leierkasten-Musizieren. Die Menschen waren zum Teil sehr abergläubisch. Das „Besprechen“ war eine übliche Heilmethode, man verwendete auch „heilende Verse“.

## Musikalisches

### Äußerer Aufbau der Kapellen
Eine typische Harfenkapelle besteht aus einer Geige, einer Harfe (und dem Gesang der Harfenistin). Manchmal kommt eine Flöte hinzu. Viele Kapellen spielen in Doppelbesetzung der Instrumente. Zum Teil wird die Harfe durch Kontrabass und Gitarre oder Ziehharmonika ersetzt.
Die Blaskapellen bestehen anfangs nur aus einem Blechbläserquartett. Später (zum Teil unter dem Namen "Chor") sind es bis zu 14 Personen, dazu auch Holzblasinstrumente, Trommel, zum Teil Triangel oder andere Spezialinstrumente. Es gibt auch Sonderkapellen mit bis zu 75 Mann.
Dudelsackkapellen bestehen aus zwei bis sechs Dudelsackpfeifern und Trommlern.
Außerdem gibt es noch Leierkastenmänner und Ziehharmonikaspieler. Die Leierkastenmänner treten als Einzelmusiker auf. Die Ziehharmonika dient als Schlagzeugersatz.

### Innerer Aufbau der Kapellen
Der Kapellenführer wurde von den Musikanten gewählt oder ist zum Beispiel der Familienvater. Auf seinen Namen wird der Gewerbeschein ausgestellt, der Nachname ist gleichzeitig der Kapellenname. Er trifft die Reisevorbereitungen und erledigt die Buchführung/Rechnungslegung. Er hat aber keinerlei Vorrechte (auch nicht finanziell).
Der stellvertretende Kapellenführer macht die Kontrollbuchführung, reist als Quartiermacher voran und wählt die Lokale für die Konzerte aus.
Zu den Rechten und Pflichten der Kapellenangehörigen gehört der Wirtschaftsdienst (z. B. das Reinigen der Unterkunft). Dieser wird gerecht aufgeteilt und auch als Strafe verhängt; bestraft wird: Falschspielen, zu lange Pausen, zu viel Alkohol, ungebührliches Verhalten usw. Bei schlimmeren Verstößen kommt es zur Vermahnung oder sogar dem Verstoß aus der Kapelle.
Die (finanzielle) Abrechnung wird täglich und wöchentlich durchgeführt; die wöchentliche Abrechnung wird auch als Möglichkeit zur "Aussprache" innerhalb der Kapelle genutzt.

### Nachwuchsausbildung

#### Grundausbildung
Kinder im Alter von zehn bis 14 Jahre erhalten zwei Unterrichtsstunden pro Woche durch einen älteren Musicus. Gespielt wird nach Noten. Das Honorar wird nach jeder Stunde sofort bar bezahlt.

#### Lehrlingsausbildung
Nach der Schulzeit gibt es die Aufnahme zur "Musiklehre", Dauer: drei bis fünf Jahre. Das behördlich angeordnete Mindestalter für Musikanten im Inland beträgt 25 Jahre, im Ausland 15 Jahre (Ausnahmegenehmigungen sind möglich). Der Lehrling erhält: freie musikalische Ausbildung, freie Wäsche, Logis, Kost, Kleider und Taschengeld (!). Die Instrumente werden gestellt. Beispielsweise werden vom Lehrling in einer Kapelle 36 Musikstücke innerhalb von zwei Jahren auf drei Instrumenten gelernt. Ausgestellte Lehrbriefe werden allerdings von der Zunft der Stadtpfeifer nicht anerkannt.

### Musikstücke
Bevorzugt werden gespielt: Heimatlieder, Volkslieder/Modelieder, leichte Tänze, anspruchsvolle Musikstücke; in größeren Chören auch: Potpourris, Ouvertüren usw. Beliebt sind: "Mein Herz, das ist ein Bienenhaus", "Du lüttje Deern von Ströhnen", "Wenn die Schwalben heimwärts ziehen", "Im Grunewald ist Holzauktion", "Blaue Donau", "Berliner Luft". Anspruchsvolle Stücke sind z. B. von: Beethoven, Cherubini, Gluck, Meyerbeer, Wagner u. a.

### Instrumente
Die ersten Instrumente werden von reisenden Händlern aus dem böhmischen Teil des Erzgebirges nach Salzgitter gebracht; erste Blechinstrumente kommen wohl aus der Nürnberger Gegend. Geigen werden aus Markneukirchen bzw. Klingenthal besorgt, auch aus Braunschweig und Salzgitter. Harfen stellen einheimische Tischler her, die Saiten kommen aus Markneukirchen. Flöten werden aus Klingenthal bezogen. Blechblasinstrumente bezieht man aus Sachsen, Mundharmonikas aus Trossingen. Drehorgeln kommen aus dem Badischen Waldkirch und Ziehharmonikas aus Klingenthal.
Repariert wird zunächst selbst bzw. in der Winterpause durch heimische Bastler; getragen werden die Instrumente über Schulter oder auf dem Rücken.

### Noten
Außer bei einigen Straßenmusikanten wird immer nach Noten gespielt; diese sind Privateigentum des Kapellenbesitzers und sind meist im Nebenverdienst von Musikern abgeschrieben und zum Teil transponiert worden. Später werden auch gedruckte Noten verwendet.

## Reisen der Wandermusikanten

### Informationen zu den Reisen
Die Klesmer-Musikanten sind zum Teil nur nebenberuflich als Musiker auf Reisen. Falls eine Vorfinanzierung nötig ist (Schiffskarten o. Ä.), wird entweder vorher angespart, das Geld von wohlhabenden Kollegen oder von Kaufleuten oder Bankhäusern geliehen.
Die Kapellen helfen sich untereinander bei Auftritten ggfs. aus.
Auftrittsgelegenheiten sind: Hochzeiten, Maskenbälle, Gesangsvereins-, Feuerwehr-, Kriegsvereinsfeste, Bälle, Feste der Kirchengemeinden, Waldkonzerte, Schulfeste, …
Für Reisen wird im Vorfeld abgesprochen, welche Kapelle wann und wo welche Zwischenstation zum "Hinzuverdienen" anläuft.

### Nachweisbar bereiste Länder
Musikreisen nach Russland sind beliebt. Dies endet abrupt mit der Ermordung des Zaren (13. März 1881): Es gibt eine vierteljährige Staatstrauer mit Musizierverbot. Durch stark verschärfte Polizeikontrollen ist anschließend die Bewegungsfreiheit stark eingeschränkt.
Beliebt sind ebenso: die Niederlande, die U.S.A. (allerdings überwiegend die Nordstaaten; viele Kapellen 1850–1880), Australien (mit Südseeinseln) (ab ca. 1852). Bereist wurden auch: Belgien, Mexiko (erstes Land in Übersee, in dem salzgittersche Musikanten nachweisbar sind), Guatemala, San Salvador, östliche Länder Südamerikas, Indien, Japan und China (ab ca. 1855), Mauritius, Südafrika, Ägypten (ab ca. 1836), Algerien, Marokko, Palästina, Syrien und Türkei, Arabien, Abessinien.
Auf der Durchreise wird musiziert in: der Schweiz, Spanien und Portugal.
Wenige Reisen finden statt nach: Griechenland, Kanada und Alaska, Ecuador, Falklandinseln.
In anderen Ländern gibt es entweder keine guten Verdienstmöglichkeiten, oder es ist aus anderen Gründen (z. B. politischen) nicht ratsam, sich dorthin zu begeben.
In Großbritannien gibt es keine guten Verdienstmöglichkeiten für Wandermusikanten, die sich ausschließlich davon ernähren wollen.

## Entwicklung der eigenen Sprache
Die Musikanten mischen zur Tarnung besondere Ausdrücke in die normale Sprache mit ein. Viele Begriffe werden von Wanderhandwerkern/aus dem Rotwelschen übernommen. Einige Begriffe werden von Auslandsmusikreisen mitgebracht. Die Sprache verschwindet während des Ersten Weltkriegs.

## Niedergang des Klesmer-Tums
Das salzgittersche Musikantentum verliert nach den Höhepunktsjahren 1870/1880 an Bedeutung. Wie bei der Entstehung sind die Gründe wiederum vielfältig:
- Es kommt ganz allgemein zum Erstarken der europäischen Wirtschaft.
- Das Gemeinwesen in Salzgitter ist durch den Geldeintrieb der Wandermusikanten erblüht. Das bietet eine (neue) Grundlage für Handwerker oder andere Berufe.
- Die Einnahmen aus früheren Wandermusikantenzeiten werden zur dauerhaften Erschaffung "gesicherter Existenzen in Salzgitter" eingesetzt (über 70 % der Geschäftsinhaber und Hausbesitzer in Salzgitter und Umgebung sind Nachfahren der Wandermusikanten Anfang des 20. Jahrhunderts)
- Das Aufkommen ortsansässiger Kapellen (z. B. Feuerwehr): "Einwandernde" Musikanten sind nicht mehr notwendig.
- Schon ab 1856 ganz langsame Besserung der wirtschaftlichen Verhältnisse in Salzgitter durch langsamen Industrieaufbau nach dem Bau der Bahnstrecke.
- 1858 Spinnerei/1890 Weberei: Die Musiker ziehen die heimische Arbeit dem unsicheren, zum Teil ungesunden u. strapazenreichen Wanderleben vor.
- 1874 Währungsreform in Deutschland: Der Verdienst der Wandermusikanten ist schlagartig geringer.
- Geldkrisen im Ausland: Der Verdienst dort ist unsicher.
- 1881 Zar Alexander II. von Russland fällt einem Mordanschlag zum Opfer: Vierteljährige Landestrauer mit Musizierverbot.
- 1888 Tod Kaiser Wilhelm I.: Vierteljährige Landestrauer mit Musizierverbot.
- 1888 Tod Kaiser Friedrich III.: Vierteljährige Landestrauer mit Musizierverbot.
- 1889 Sturz des Kaisers in Brasilien: Der Aufenthalt ist unsicher, der Umrechnungskurs ist ungünstiger.
- Ab 1880 Anschaffung von Klavieren in den Kneipen: Statt einer kompletten Kapelle muss nur noch ein Pianist vom Wirt bezahlt werden.
- Ab 1866 kommen Orchestrions und elektrische Klaviere auf den Markt.
- Ab 1900 gibt es Grammophone.
- Ab 1925 Konkurrenz durch den Rundfunk.

Vor dem Ersten Weltkrieg gibt es noch ca. 50 Wandermusikanten in Salzgitter. Danach sind es nur noch wenige Kapellen und Einzelmusiker. Zu Beginn der 1920er-Jahre muss schon die Kurkapelle von auswärtigen Musikern gestellt werden. Die letzte Kapelle spielte bis 1943 (Kapelle Flecks).

## Erinnerungen
1. Im Traditionsstadtteil Salzgitter-Bad erinnern Straßen und Plätze an die Klesmer, die Wandermusikanten. Auch sind einige als Plastiken im Stadtbild zu finden. Auf dem "Klesmerplatz" erinnern mehrere Texttafeln an die Geschichte.
2. Von der Stadtverwaltung angeregt wurde 1981 ein Musikverein gegründet, der an die Tradition erinnert und "Die Klesmer" heißt.
3. Einmal im Jahr findet das Klesmer-Festival statt. Das Motto dieses Musikfestes ist quasi eine Umkehrung der früheren Verhältnisse: Sind im 19. Jahrhundert die Musiker aus Salzgitter in die weite Welt gezogen, so kommen jetzt Musiker aus der ganzen Welt nach Salzgitter.
4. Im Städtischen Museum Schloss Salder ist ein Abschnitt der Dauerausstellung den Klesmern und ihrer Rolle in der Stadtgeschichte Salzgitters gewidmet. Gezeigt werden originale Instrumente, Unterlagen und eine Tafel zum Erlernen der Klesmer-Sprache.